# Rico Gulda
Rico Gulda (Zúric, 9 d'abril de 1968) és un pianista i director d'orquestra de música clàssica austríac.
Fill del pianista Friedrich Gulda i de la pianista japonesa Yuko Wakiyama, va créixer a Munic i començà a estudiar piano als cinc anys. Es formà amb Ludwig Hoffmann i Noel Flores a Viena, i completà els estudis amb Dmitri Bashkirov, Oleg Maisenberg i el seu pare.
Ha actuat com a solista, en música de cambra i amb orquestres com la Filharmònica de Viena, l’Orquestra del Mozarteum de Salzburg i la Bruckner de Linz. Ha col·laborat amb Paul Gulda, Paul Badura-Skoda, Martha Argerich, Renaud Capuçon, Christian Arming, Matthias Goerne, Michael Schade i Florian Prey, entre d’altres.
Ha ensenyat al Mozarteum de Salzburg, a la Hansei University de Seül i en classes magistrals a Viena, el Vietnam i el Japó.
El 2013 fou nomenat cap de planificació artística del Wiener Konzerthaus, càrrec que ocupà fins al 2025. Aquell any esdevingué director general de la Fundació Privada Esterházy. És director artístic del festival Oberösterreichische Stiftskonzerte i jurat del Concurs Franz Schubert i de Música Moderna.
Va estar casat amb la pianista Ferhan Önder, amb qui té una filla.

## Discografia
- 1997: Schubert Klaviersonate D 784 & 3 Klavierstücke D946 (Gramola)[8]
- 1999: Art Cult-Concert (Klavier Zu Vier Händen) amb Michael Badura-Skoda (Austria Tabak, Art Cult)[8]
- 2001: Schuman – Album Für Die Jugend Op. 68 (Naxos)[8]
- 2002: Schubert – Piano Works For Four Hands amb Christopher Hinterhuber (Naxos)[8]
- 2008: Die Lieder Meines Vaters Ausgewählt Von Florian Prey amb Hermann Prey, Florian Prey, Karl Engel, Friedrich Gulda, Leonard Hokanson, Michael Krist i Wolfgang Sawallisch (Deutsche Grammophon)[8]